# Wo ist das Kind der Madeleine F.?
Wo ist das Kind der Madeleine F.? ist ein 1933 entstandenes US-amerikanisches Kriminal- und Entführungs-Filmdrama von Alexander Hall. Die Hauptrolle der Miss Fane spielt die 1933 für mehrere Filmprojekte nach Hollywood gereiste Dorothea Wieck. Dem Film lag ein Roman von Rupert Hughes zugrunde, der sich auch am Drehbuch beteiligte.

## Handlung
Madeleine (im Original: Madeline) Fane ist eine beseelte Mutter, durch und durch. Der kleine Sohn von gerade einem Lebensjahr ist das ganze Glück der früh verwitweten Filmschauspielerin. Jeden Tag fährt der Leinwandstar von seinem geräumigen Haus in Hollywood zum Drehort hin und her, nur um so oft wie irgend möglich mit Sohn Peter (im Original: Michael) zusammen zu sein. Eines Morgens ist seine Kinderkrippe leer, das Baby spurlos verschwunden. Einen Moment lang verzichtet Madeleine darauf, die Polizei anzurufen, hofft, dass sich der Kleine bald irgendwie anfinden wird. Als die Panik immer größer wird, tut sie es doch und bekommt mit dem Polizei-Captain Murphy einen Mann an ihre Seite, der ihr verspricht, alle Mittel einzusetzen, um den oder die Verbrecher aufzufinden, festzunehmen und das Kind unversehrt in die Hände der Mutter zurückzugeben. Mit großer Sorge wartet Miss Fane auf ein Lebenszeichen des Jungen, darauf, dass die Kidnapper sich melden und endlich ihre Lösegeldforderung stellen. Als die Summe genannt wird, macht sie sich allein auf den Weg zu dem angegebenen Treffpunkt, um das Geld zu hinterlegen. Doch die Entführer sind übervorsichtig. Sie glauben an eine Polizeifalle, da ein Motorrad unvermutet dem Wagen der Mutter hinterher rast, und kommen nicht aus ihrem Versteck heraus. Das Geld bleibt ebenso unangetastet wie das Baby verschwunden.
Captain Murphy schlägt nun vor, mit dem Fall an die Öffentlichkeit zu gehen und eine landesweite Suchaktion zu starten. Zeitungen, Radio und Flugzeuge werden bei der groß angelegten Suche eingespannt. Madeleine Fane spricht im Radio und bittet andere Mütter, mehr auf ihre Babys zu achten. Sie spricht aus einem Flugzeug, das über das Land fliegt, heraus und bittet alle Frauen, sofort die Polizei zu kontaktieren, sollten sich ihnen unbekannte Männer in ihrer Gegend herumtreiben. Diese Ansprache erreicht auch die entlegene Gegend, in der sich die Entführer von Peter Fane mit dem Kleinkind in einer abgelegenen Hütte verstecken. Diese Nachricht Madeleines hört auch die einfache, verarmte Farmersfrau Molly Prentiss, die als großer Fan des Filmstars vor nicht allzu langer Zeit von Madeleine ein Autogramm erbeten und erhalten hatte. Ihr sind unlängst ein paar Männer in der Nachbarschaft aufgefallen, die ihr verdächtig erscheinen. Derweil werden die Entführer immer unruhiger, denn auch sie haben natürlich von der Großfahndung gehört. Sie planen schon ihre Flucht, während die Polizei immer näher rückt. Mollys großer Augenblick kommt, als es ihr gelingt, das Baby an sich zu nehmen und somit vor dem Schlimmsten zu bewahren. Schließlich kann sie Peter zurück in Madeleine Fanes Hände übergeben.

## Produktionsnotizen
Wo ist das Kind der Madeleine F.? entstand im Spätsommer 1933 und wurde am 12. Januar 1934 uraufgeführt. Die deutsche Erstaufführung fand am 3. Mai 1934 statt, die Wiener Premiere war im September desselben Jahres.
Die Filmbauten schufen Hans Dreier und John B. Goodman, die Kostüme entwarf Travis Banton.

## Hintergründe und Wissenswertes
Der Film war die zweite von geplanten, mehreren weiteren Hollywood-Produktionen Dorothea Wiecks. Im Juni 1934 entschloss sie sich jedoch zur Heimkehr nach Deutschland, nachdem interessierte Kreise in den USA sie bewusst und fälschlicherweise als Nazi-Agentin denunziert hatten, um damit die Fortsetzung ihrer amerikanischen Karriere (erfolgreich) zu verhindern.
Der Film wurde stark inspiriert von der Entführung des Lindbergh-Babys, die sich nur anderthalb Jahre zuvor (1932) ereignete und damals ganz Amerika stark aufgewühlt hatte. Anders als die reale Entführung geht der in Wo ist das Baby der Madeleine F.? geschilderte Kindesraub gut aus.

## Kritik
Mordaunt Hall zeigte sich in der New York Times begeistert von dem Film und befand, das „Thema wird auf intelligente, zurückhaltende und herausfordernde Weise abgehandelt.“ Dorothea Wieck gäbe als Mutter des entführten Jungen eine „wunderbar sensible und bestechende Vorstellung“. Ihre „Interpretation psychischer Qualen ist zurückhaltend, aber sehr wahr. Ihr Ausdruck der Freude über die Rückkehr von Michael ist dazu geeignet, selbst dem härtesten Kinogänger die Tränen in die Augen zu treiben“.

„Dorothea Wieck findet in der Darstellung von Freude und Kummer, Verzweiflung und Glück eine reiche Skala von Ausdrucksmöglichkeiten. Der kleine Le Roy bezaubert durch seine urwüchsige Natürlichkeit.“

Das Fachblatt Variety befand, der Film sei sowohl „Kassenschlager als auch Unterhaltung“. Kurz: „Der beste Film seiner Art seit der Lindbergh-Entführung“.
Halliwell’s Film Guide fand, dass der Film eine „geradlinige Kriminalgeschichte“ erzähle, mit einigen „komischen Seitenaspekten“.